# York
York [jórk] je obzidano stolnično mesto na sotočju rek Ouse in Foss v severnem Yorkshireu v Angliji. Mesto ima bogato dediščino, ki je nastala v dveh tisočletjih obstoja. Mesto ima številne zgodovinske stavbe in druge strukture, kot so stolnica tudi York Minster, grad in mestno obzidje. Je največje naselje in upravno središče širšega okrožja City of York. Zaradi naziva vojvoda Yorški je soimenjak mesta New York.
Ustanovili so ga Rimljani kot Eboracum v letu 71. Postalo je glavno mesto rimske province Britannia Inferior in kasneje kraljestev Deira, Northumbria in Jorvik. V srednjem veku je York rasel kot glavni trgovalni center za volno in postal glavno mesto severne cerkvene pokrajine anglikanske cerkve, kar je še danes.
V 19. stoletju je York postal središče železniškega omrežja in proizvodni center slaščic. V drugi svetovni vojni je del Baedeker Blitz bombardiral mesto. Čeprav je bil manj tarče kot druga, bolj industrializirana severna mesta, je bilo več zgodovinskih stavb uničenih in obnavljanje je potekalo do 1960-ih. V zadnjih desetletjih se je gospodarstvo iz Yorka preselilo, ostala je storitvena dejavnost. Univerza v Yorku in zdravstveni centri so postali pomembni delodajalci, prav tako je turizem postal pomemben element lokalnega gospodarstva.
To mesto je eno od 15 mest v Angliji, ki ima lorda župana, in eno od treh, ki imajo dodan častni naziv Right Honourable, druga sta še London in Bristol. Zgodovinsko upravljanje mesta je bilo kot korporativna grofija, ki ni bilo vključeno v okrožni sistem upravljanja. Mesto je od takrat pokrito z občinskim okrožjem, okrajnim okrožjem in od leta 1996 z nemetropolitanskim okrožjem (mesto York), ki vključuje tudi okoliške vasi in podeželje ter mesto Haxby. Lokalni svet sedanjega okrožja je odgovoren za zagotavljanje vseh lokalnih storitev in objektov na tem območju. Po popisu prebivalstva v Združenem kraljestvu leta 2021 je imelo ožje območje mesta York 141.685 prebivalcev. V širšem okraju je živelo 198.100 prebivalcev. Po podatkih popisa leta 2021 ima širši okoliš 202.800 prebivalcev, kar je 2,4 % več kot popis leta 2011.

## Izvor imena
Beseda York (staronordijsko Jórvík), 9. st.) izhaja iz britskega imena Eburākon v latinščini zapisanega kot Eboracum ali Eburacum. Prva omemba Yorka s tem imenom je datirana okoli leta 95 - 104 kot naslov na leseno pisalno tabloiz rimske utrdbe Vindolanda v Northumberland. 
Toponimika od Eboracum je negotova, ker jezik predrimskega avtohtonega prebivalstva ni bil nikoli zabeležen. Menijo, da so govorili keltski jezik, povezan s sodobno valižanščino. Smatrajo, da Eboracum izhaja iz keltske besede Eborakon, kombinacija eburos - 'drevo tisa' (prim. staro irsko Ibar - 'drevo tisa', valižansko efwr -  'jelša-krhlika', britsko evor -  'jelša-češnja') in pripona *-āko(n) - 'kraj' (prim. valižansko - og), kar pomeni, bodisi 'prostor tise' (prim. efrog' v valižanskem, eabhrac v irski gelščini in eabhraig v škotski gelščini, po katerih imenih mesta je znano v teh jezikih); ali manj verjetno, Eburos - 'premoženje', ki je osebno keltsko ime omenjeno v različnih dokumentih kot Eβουρος, Eburus in Eburius in ki v kombinaciji z isto pripono *-āko(n), lahko označujejo lastnost.
Ime Eboracum je postalo angleško Eoforwic v 7. stoletju; iz 7. stoletja je stara angleščina za 'merjasec' postala eofor. Ko je leta 866 danska vojska osvojila mesto, je njegovo ime postalo Jórvik.
Jórvik je postopoma postal York v stoletjih po Normanih, ki se je gibalo od srednjeangleškega Yerk v 14. stoletju, skozi Yourke v 16. stoletju, Yarke v 17. stoletju. Oblika York je bila prvič zabeležena v 13. stoletju. Veliko podjetij in krajevnih imen se sklicujejo po rimskem imenu. Nadškof Yorka uporablja Ebor kot svoj priimek v svojem podpisu.

## Zgodovina

### Zgodnja zgodovina
Arheološki dokazi kažejo, da so mezolitski ljudje naselili regijo York med letoma 8000 in 7000 pred našim štetjem, čeprav ni znano ali so bila njihova naselja trajna ali začasna. V času rimskega osvajanja Velike Britanije, so območje zasedala plemena znana kot Brigantes. Brigantinsko plemensko območje je sprva postala rimska najemna država, kasneje pa so njeni voditelji postali bolj sovražni in rimska IX. legija Hispana je bila poslana severno od reke Humber na Brigantiansko ozemlje.
Mesto je bilo ustanovljeno v letu 71, ko je IX. legija Hispana osvojila Brigantes in zgradila leseno vojaško trdnjavo na ravnem terenu nad reko Ouse blizu sotočja z reko Foss. Trdnjava, ki je bila kasneje obnovljena v kamnu, je imela površino 20 ha in je bila naseljena s 6000 vojaki. Rimska utrdba leži pod temelji stolnice York Minster. Izkopavanja pod temelji so razkrila nekatere od prvotnih sten. 
Cesarji Hadrijan, Septimij Sever in Konstancij Klor so vsi imeli dvor v Yorku med različnimi akcijami. V času svojega bivanja je cesar Sever razglasil York za prestolnico province Britannia Inferior in verjetno je, da je bil tisti, ki je Yorku dodelil privilegije kolonije ali mesta. Konstancij Klor je umrl leta 306, v času bivanja v Yorku, njegov sin Konstantin I. Veliki je bil razglašen za cesarja med vojaki v trdnjavi.
Medtem ko sta bili Rimska provinca in trdnjava na višje ležečih območjih, je bilo leta 400 mesto žrtev občasnih poplav rek Ouse in Foss in bilo zato opuščeno. York se je v post-rimski dobi ponovno vzpostavil, naselili so ga Angli v 5. stoletju.
Osuševanje poplavljenih delov mesta se je začelo v 7. stoletju pod kraljem Edvinom Northumbrijskim in York je postal njegovo glavno mesto. Prva stolna cerkev je bila zgrajena za Edvinov krst v letu 627. Edvin naroči majhno leseno cerkev obnoviti v kamnu. Leta 633 je bil ubit in dokončanje kamnite stolnice je padlo na njegovega naslednika Osvalda. V naslednjem stoletju je prišel v šolo v Yorku Alkuin. Dolgo kariero je imel kot učitelj in učenjak, najprej na šoli v Yorku, zdaj znani kot šola svetega Petra, ustanovljena leta 627 in kasneje kot vodilni svetovalec Karla Velikega za cerkvene in izobraževalne zadeve.
Leta 866 je bila Northumbria sredi bojev, ko so Vikingi oplenili in zasedli York. Pod Vikingi je mesto postalo glavno rečno pristanišče in je bilo del obsežnih vikinških trgovskih poti po vsej severni Evropi. Zadnjega neodvisnega vladarja Jórvika, Erika I., imenovan Bloodaxe (krvava sekira) (ok. 947–948 and 952–954) je pregnal iz mesta leta 954 kralj Edred v svojem uspešnem poskusu za združitev Anglije.

### Po zasedbi
Leta 1068, dve leti po normanski zasedbi Anglije, so se ljudje Yorka upirali. Sprva je bil upor uspešen, vendar je bil ob prihodu Viljema Osvajalca upor zatrt. Viljem je postavil dve leseni utrdbi iz kolov, ki sta bili vidni na obeh straneh reke Ouse. York je opustošil s svojo vojsko v severnem Harryingu.
Prva kamnita stolnica je bila hudo poškodovana v požaru v vstaji. Normani so zgradili novo na drugi strani. Okoli leta 1080 je nadškof Thomas iz Bayeuxa začel graditi stolnico, ki je v tistem času postala sedanja stavba.
York je začel uspevati. Leta 1190 je bil grad York priča zloglasnega pokola svojih judovskih prebivalcev, v katerem je umrlo najmanj 150 Judov (nekateri ocenjujejo celo 500).
Mesto, s svojo lego ob reki Ouse in v bližini Great North Road je postal glavni trgovinski center. Kralj Ivan Brez dežele je dodelil prvo mestno listino leta 1212, ki potrjuje trgovalne pravice v Angliji in Evropi. V kasnejšem srednjem veku je York uvažal vino iz Francije, tkanine, vosek, platno in oves iz Nizozemskih dežel, les in krzno iz Baltika in izvažal žito za Gaskonjo in zrnje in volno v Nizozemske dežele. York je postal glavni proizvodno in trgovsko središče za oblačila. Edvard I. je še naprej spodbujal gospodarstvo v mestu, mesto pa uporabljal za svojo bazo za vojno na Škotskem. Mesto je bilo mesto večjih nemirov med kmečkimi upori leta 1381. Mesto je pridobilo še večjo avtonomijo od osrednje vlade, vključno privilegije, zapisane v listini Richarda II., podeljene leta 1396.

### 16. do 18. stoletje
Mesto je v Tudorskih časih doživelo obdobje gospodarskega nazadovanja. Pod Henrikom VIII. so v času razpustitve samostanov videli konec številni samostani v Yorku, vključno z  redovniki v bolnišnicah sv. Nikolaja in sv. Lenarta, največje tovrstne institucije na severu Anglije. To je pripeljalo do gibanja Pilgrimage of Grace (Romanje milosti), vstaje severnih katoličanov v Yorkshiru in Lincolnshireu, ki so nasprotovali verskim reformam. Henrik VIII. je obnovil svoja pooblastila z ustanovitvijo Sveta za sever v Yorku v ukinjeni opatiji St. Mary Abbey. Mesto je v tem obdobju postalo trgovsko in storitveno središče.
Guy Fawkes, ki se je rodil in šolal v Yorku, je bil član skupine rimskokatoliških obnoviteljev, ki so načrtovali Smodniško zaroto. Njegov cilj je bil, da izpodrinejo protestantska pravila z razstrelitvijo domov parlamenta, medtem ko bi bili kralj Jakob I. Angleški, protestant in tudi najbolj katoliška aristokracija in plemstvo.
Leta 1644, v času državljanske vojne, ko so parlamentarci oblegali York, je bilo veliko srednjeveških hiš zunaj mestnega obzidja izgubljenih. Barbakan na Walmgate Baru je bil oslabljen od eksploziva, vendar je bila zaplet odkrit. Ob prihodu princa Ruperta z vojsko 15.000 mož, je bilo obleganje odpravljeno. Parlamentarci so se umaknili 10 km stran od Yorka z Rupertom za petami, premagal jih je v bitki pri Marston Mooru. Od Rupertovih 15.000 vojakov, jih je bilo 4000 ubitih in 1500 ujetih. Obleganje je bilo obnovljeno, vendar mesto ni moglo dolgo zdržati in 15. julija ga je predal Sir Thomas Fairfax.
Po ponovni vzpostavitvi monarhije leta 1660 in odstranitvi posadke iz Yorka leta 1688, je v mestu prevladalo nižje plemstvo in trgovci, pomembni pa so bili tudi duhovniki. Konkurenca iz Leedsa in Hulla, skupaj z zamuljevanjem reke Ouse je povzročila, da je York izgubljal svoj prevladujoč položaj kot trgovsko središče, ostala pa mu je vloga mesta kot družbeni in kulturni center za premožne severnjake. 
York ima veliko elegantnih meščanskih hiš: županska Mansion House in Fairfax House' sta iz tega obdobja, prav tako Assembly Rooms (hiša Spodnjega doma), Kraljevo gledališče in hipodrom.

### Sodobna zgodovina
George Hudson je bil odgovoren za prihod železnice York leta 1839. Pomagal je vzpostaviti York kot glavni železniški center. Železnica je bila ključna pri širitvi tovarne čokolade Rowntree's Cocoa Works, ustanovljene leta 1862. Železnice in slaščice so postale dve veliki mestni industriji.
S pojavom turizma je zgodovinsko jedro Yorka postalo eden izmed glavnih mestnih zanimivosti, ki je bil leta 1968 določen kot zaščiteno območje.  Obstoječe turistične znamenitosti so bile dopolnjene z ustanovitvijo nacionalnega železniškega muzeja leta 1975 in Vikinškim centrom Jorvik leta 1984. Odprtje Univerze v Yorku leta 1963 je pripomoglo k blaginji mesta.
York je leta 2007 zmagal na tekmovanju za najlepše turistično mesto v Evropi, leta 2010 pa kot najvarnejše mesto za popotnike. 

## Geografija
York leži v Yorški dolini, ravninskem področju rodovitne obdelovalne zemlje in meji na hribovje Pennini, narodni park North York Moors in na nizek greben hribovja Yorkshire Wolds. Mesto je bilo zgrajeno na sotočju rek Ouse in Foss na nanosu morene, ostanek zadnje ledene dobe.
V rimskih časih so bila okoliška zemljišča med rekama Ouse in Foss močvirnata in s te strani enostavna za obrambo. Mesto je reka Ouse poplavljala, zato ima široko in učinkovito mrežo protipoplavnih nasipov z obzidjem ob reki in dvižno pregrado čez reko Foss, kjer se priključi na Ouse pri "Blue Bridge". Oktobra in novembra leta 2000 je York doživel najhujše poplave v 375 letih, poplavljenih je bilo več kot 300 domov. Veliko zemljišč v mestu in njegovi okolici je na poplavnih ravnicah preveč poplavno ogroženo za razvoj, razen kmetijstva. Vzdolž reke Ouse so poplavni travniki, na odprtem svetu izven mesta rastejo travinje.

### Podnebje
York ima zmerno podnebje s štirimi različnimi letnimi časi. Podnebje v mestu je suho in toplejše od ostalega Yorkshira in Humberside regije. Zaradi svoje lokacije je nižinski York nagnjen k zmrzali, megli in mrzlih vetrovih pozimi, spomladi in zelo zgodaj poleti. Poleti je povprečna najvišja temperatura 22 ° C. Noči so občutno hladnešje, minimum srednje vrednosti je 15 ° C. Povprečna temperatura podnevi pozimi je 8 ° C in 2 ° C ponoči. Sneg lahko pade v zimskem času od decembra do aprila, vendar se hitro topi. V vlažnih mesecih kot so november, december in januar je povprečno 17 dni na mesec s padavinami več kot 0,25 mm. Od maja do julija ima York največ sonca, v povprečju šest ur na dan. Največ padavin v enem dnevu je bila 88,4 milimetrov.

## Demografija
V času britanskega popisa prebivalstva leta 2011 je bilo v Yorku 198.051 prebivalcev, njegova etnična sestava je bila 94,3 % belcev, v primerjavi z angleškim povprečjem, ki je 85,5 %. Prebivalstvo Yorka  je nekoliko starejše od nacionalnega povprečja.

### Religija
Krščanstvo je religija z največjim deležem v Yorku s 59,5 % (ob popisu 2011).
V Yorku obstaja 33 aktivnih anglikanskih cerkva, je sedež nadškofa Yorka in 'Matere Cerkve' - York Minster (Stolnica v Yorku) in upravno središče severne province anglikanske cerkve in škofije York. York je v rimokatoliški škofiji Middlesbrough, ima osem rimokatoliških cerkva in veliko število različnih katoliških verskih redov.
Druge krščanske veroizpovedi, ki so aktivne v Yorku so: Versko društvo prijateljev, ki imajo številne hiše za srečanja, metodisti znotraj Severne in Južne Yorške Metodistične cerkve in Hull District, in Unitaristi. V Yorku obstaja ena mošeja, pa tudi britanski Islamistični Misijon - islamski center. V mestu in okoli Yorka so zastopane različne budistične tradicije.

## Gospodarstvo
Yorško gospodarstvo temelji na servisnih dejavnostih, ki je leta 2000 zaposlovala 88,7 % ljudi v mestu. Storitvene dejavnosti zaposlujejo v javnem sektorju: zdravstvo, izobraževanje, finance, informacijska tehnologija (IT) in turizem, in nudi 10,7 % zaposlenih. Turizem je postal pomemben del gospodarstva, saj mesto ponuja veliko zgodovinskih znamenitosti. Statistični podatki, ki temeljijo na podatkih iz leta 2019, kažejo, da je bil turizem mestu vreden več kot 765 milijonov funtov, podpiral je 24.000 delovnih mest in vsako leto pritegnil 8,4 milijona obiskovalcev.
Brezposelnost v Yorku je bila nizka le 4,2 % v letu 2008 v primerjavi z državnim povprečjem Združenega kraljestva, ki je  5,3 %. 

## Promet
Lega Yorka ob reki Ouse in v središču Yorške doline je vedno imela pomemben položaj v prometnem sistemu. Mesto je rastlo kot rečno pristanišče na sotočju rek Ouse in Foss. Ouse je bila prvotno reka plimovanja, ki je bila dostopna za morske ladje tistega časa. Danes sta obe reki še vedno plovni, čeprav je Foss plovna le na kratki razdalji nad sotočjem. Zapornica pri Naburnu južno od Yorka pomeni, da reka Ouse v Yorku nima nič več plimovanja.
Do konca 20. stoletja se je Ouse uporabljala za prevoz tovora med Yorkom in pristaniščem Hull. Danes se uporablja skoraj izključno za rekreacijo.
Kot večina rimskih mest se je York dobro povezoval na dolge razdalje. Mesto leži na stičišču cest A19 iz Doncaster do Tynesidea, A59 od Liverpoola do Yorka, A64 iz Leedsa do Scarborougha in A1079 iz Yorka do Hulla. Cesta A64 zagotavlja osnovno povezavo do avtocestnega omrežja na A1 in avtocesto M1. Avtocest M62 je manj kot 32 km oddaljena in zagotavlja povezavo na Manchester in Liverpool.
Načrt ulic v zgodovinskem jedru mesta izvira iz srednjeveških časov in ni primeren za sodobni promet. Tako so mnoge ceste znotraj mestnega obzidja prepovedane za avtomobile.
York je glavni železniški center, saj je prva linija prispela v letu 1839, torej na začetku železniškega razvoja. Železniška postaja je glavni postanek na East Coast Main Line iz Londona v Newcastle in Edinburgh. Traja manj kot dve uri, da pridete do Yorka do Londona,  ima najmanj 25 direktnih vlakov, vsak dan v tednu. 
York ima letališče v nekdanjem RAF Elvington, 11 km  jugovzhodno od središča mesta, kjer je sedež Air Museum Yorkshire. Elvington se uporablja za zasebno letalstvo. 
Javni potniški promet v mestu v veliki meri temelji na avtobusih.

## Kultura

### Arhitektura
York Minster - Stolnica v Yorku, največja gotska stolnica v severni Evropi dominira nad mestom.
Yorški grad je kompleks stavb, ki segajo od srednjeveškega Cliffordovega stolpa do vhoda iz 20. stoletja v grajski muzej (prej zapor) in ima pisano zgodovino. 
Center Yorka je obdan s srednjeveškim mestnim obzidjem, ki je priljubljeno sprehajališče. Ta obrambni zid je najpopolnejši v Angliji. Ima visoko postavljene stene, ohranjena so vsa glavna vrata. Del obzidja je še od rimske in normanske utrdbe, nekaj je srednjeveškega dela, kot tudi obnovljen del iz 19. in 20. stoletja. Celoten krog je približno 4 km dolg in obdaja površino 106 ha. Severovzhodni odsek vsebuje del, kjer zidovi nikoli niso obstajali, saj je normanski jarek ob gradu, ki je nastal z zajezitvijo reke Foss, ustvaril tudi jezero, ki je delovalo kot del mestne obrambe. To jezero je bilo kasneje imenovan King's Fishpond (Kraljev ribnik), kot je pravica do rib pripadala kroni.
Značilnost centralnega Yorka so Snickelways, ozke poti za pešce, od katerih so mnoge pripeljale do nekdanjih trških lokacij na Pavement in trg sv. Sampsona. The Shambles (Klavnica) je ozka srednjeveška ulica polna trgovin, butikov in čajnic. Večina teh prostorov so bile nekoč mesarske trgovine, kavlje in police, iz katerih je viselo mesa je še vedno mogoče videti v kateri od njih. Ulica ima tudi svetišče Margaret Clitherow, vendar ne v hiši, kjer je živela. Goodramgate ima veliko srednjeveških hiš, tudi Lady Row z začetka 14. stoletja, zgrajena za financiranje sklada, za izgradnjo pokopališča ob cerkvi sv. Trojice.
Poleg grajskega muzeja, ima mesto številne druge muzeje in zgodovinske stavbe, kot so Yorkshirski muzej in njegovi muzejski vrtovi, Jorvik Viking Centre, York Art Gallery, Muzej Richarda III., Merchant Adventurers' Hall,, rekonstruirana srednjeveška hiša Barley Hall (v lasti York Archaeological Trust), Fairfax House iz 18. stoletja, Mansion House (zgodovinski sedež župana) in the Treasurer's House (v lasti National Trust). National Railway Museum, ki je tik nad postajo razstavlja najrazličnejše prometne eksponate in največjo zbirko lokomotiv na svetu. V tej zbirki so najhitrejša parna lokomotiva LNER 4468 Mallard in svetovno znana 4472 Flying Scotsman, ki je prenovljena. Čeprav je York znan po svoji srednjeveški zgodovini, obiskovalci lahko izvedo tudi o hladni vojni z obiskom Bunkerja, nekdanjega sedeža No. 20 Group of the Royal Observer Corps.
York je znan po svojih številnih cerkvah in pivnicah. Večina cerkva je iz srednjega veka. St. William's College za stolnico in Bedern Hall stran od Goodramgate, so nekdanji kraji za stanovanja kanonikov.

## Pobratena mesta
York je pobraten z: 
- Dijon, Francija (1953)[22]
- Münster, Nemčija (1957).[22][23]